# Asota alciphron
Asota alciphron là một loài bướm đêm trong họ Erebidae.